# Prévondavaux
Prévondavaux (Freiburger Patois Prèvon d'Avôⓘ) ist eine politische Gemeinde im Distrikt Broye des Kantons Freiburg in der Schweiz. Der frühere deutsche Ortsname Tiefental wird heute nicht mehr verwendet.

## Geographie
Prévondavaux liegt auf 688 m ü. M., 7 km nördlich von Moudon (Luftlinie) in der freiburgischen Exklave Surpierre. Das kleine Bauerndorf erstreckt sich am westlichen Talhang der Lembe, im Molassehügelland des westlichen Freiburger Mittellandes.
Die Fläche des 1,8 km² grossen Gemeindegebiets umfasst einen Abschnitt des Molassehügellandes zwischen dem Neuenburgersee und dem mittleren Broyetal. Das Gebiet wird von Südwesten nach Nordosten von der Lembe in einer verhältnismässig breiten Talmulde durchflossen. Nach Westen erstreckt sich der Gemeindeboden bis auf die Höhe von La Montagne, auf der im Wald Bois de Montfrioud mit 775 m ü. M. der höchste Punkt von Prévondavaux erreicht wird. Im Osten reicht das Gebiet in den Bois des Charbonnis (bis 760 m ü. M.) auf dem Höhenrücken zwischen den Tälern von Lembe und Broye. Von der Gemeindefläche entfielen 1997 3 % auf Siedlungen, 30 % auf Wald und Gehölze und 67 % auf Landwirtschaft.
Zu Prévondavaux gehören einige Einzelhöfe. Nachbargemeinden von Prévondavaux sind Surpierre im Kanton Freiburg sowie Forel-sur-Lucens, Villars-le-Comte, Denezy und Combremont-le-Petit im Kanton Waadt.

## Bevölkerung
Mit 97 Einwohnern (Stand 31. Dezember 2023) ist Prévondavaux bevölkerungsmässig die kleinste Gemeinde des Kantons Freiburg. Von den Bewohnern sind 90,5 % französischsprachig, 7,9 % deutschsprachig, und 1,6 % sprechen Italienisch (Stand 2000). Die Bevölkerungszahl von Prévondavaux belief sich 1900 auf 123 Einwohner. Im Verlauf des 20. Jahrhunderts nahm die Bevölkerung durch starke Abwanderung bis 1970 kontinuierlich um zwei Drittel auf 41 Einwohner ab. Seither wurde wieder ein leichtes Bevölkerungswachstum verzeichnet.

## Wirtschaft
Prévondavaux war bis in die zweite Hälfte des 20. Jahrhunderts ein vorwiegend durch die Landwirtschaft geprägtes Dorf. Durch die Wasserkraft der Lembe wurde früher eine Sägerei betrieben. Noch heute haben der Ackerbau und der Obstbau sowie die Milchwirtschaft und die Viehzucht einen wichtigen Stellenwert in der Erwerbsstruktur der Bevölkerung. Einige weitere Arbeitsplätze sind im lokalen Kleingewerbe und im Dienstleistungssektor vorhanden. Einige Erwerbstätige sind auch Wegpendler, die in den grösseren Orten des Broyetals arbeiten.

## Verkehr
Die Gemeinde liegt abseits der grösseren Durchgangsstrassen an einer Verbindungsstrasse von Granges-près-Marnand nach Thierrens. Prévondavaux ist durch eine von Montag bis Freitag betriebene Postautolinie von Payerne nach Thierrens an das Netz des öffentlichen Verkehrs angeschlossen.

## Geschichte
Die erste urkundliche Erwähnung des Ortes erfolgte 1177 unter dem latinisierten Namen Profunda valle (tiefes Tal). Seit dem Mittelalter unterstand Prévondavaux der Herrschaft Surpierre. Mit dieser kam das Dorf am 21. Februar 1536 an Bern und am 1. März 1536 unter die Herrschaft von Freiburg, wobei es der Vogtei Surpierre zugeordnet wurde. Nach dem Zusammenbruch des Ancien Régime (1798) gehörte Prévondavaux während der Helvetik bis 1803 zum Bezirk Estavayer und danach zum Bezirk Surpierre, bevor es 1848 in den Bezirk Broye eingegliedert wurde. Das Dorf besitzt eine Kapelle, gehört aber zur Kirchgemeinde Vuissens.